# Al-Walid ibn Uqba
Al-Walid ibn Uqba ibn Abi-Muayt (àrab: الوليد بن عقبة بن أبي معيط, al-Walīd ibn ʿUqba ibn Abī Muʿayṭ) o, senzillament, al-Walid ibn Uqba fou un company del Profeta de la família Abu-Amr del clan dels omeies de la Meca.
Encara que el seu pare va morir en lluita contra els musulmans a la batalla de Badr, al-Walid es va fer musulmà quan aquestos van entrar a la Meca el 630. Era germanastre per la seva mare d'Uthman ibn Affan, que quan va pujar al tron el va nomenar governador de Kufa (645/646) al lloc de Sad ibn Abi-Waqqàs però fou destituït el 649/650 després d'algunes queixes i a la mort del califa va fugir a Jazira, apartant-se de la política. Va morir a Rakka el 680. Va escriure algunes poesies.